# Mikiel Fsadni
Mikiel Fsadni MOM (ur. 15 kwietnia 1916, zm. 18 kwietnia 2013) – maltański historyk, zakonnik Dominikanów. Najbardziej znany jest z odkrycia w 1966 wraz z Godfreyem Wettingerem najstarszego znanego tekstu w języku maltańskim – Il-Kantilena.

## Życiorys
Mikiel Fsadni urodził się w Birgu 15 kwietnia 1916, jego rodzicami byli Joseph Fsadni i Giovanna de domo Cassano. Uczył się w Dockyard School, a w 1933 rozpoczął nowicjat w klasztorze Dominikanów w Rabacie. Swoje pierwsze śluby zakonne złożył 21 października 1934. Studiował filozofię i teologię w St. Thomas Aquinas College w Rabacie zanim 11 czerwca 1939 przyjął święcenia kapłańskie.
Podczas II wojny światowej przebywał w klasztorze dominikanów w Birgu. W tym czasie, w styczniu 1941 klasztor został częściowo zniszczony w wyniku bombardowań lotniczych, których celem był brytyjski lotniskowiec HMS „Illustrious”, który znajdował się w pobliskim porcie. Fsadni i inni dominikanie przenieśli się następnie do klasztoru w Rabacie i do domu zakonnego w Birkirkarze, następnie wrócili do Birgu i zatrzymali się w Pałacu Inkwizytora. Po wojnie Fsadni został przeniesiony do klasztoru Santa Marija tal-Għar w Rabacie, gdzie pozostał do końca życia.
Mikiel Fsadni zmarł 18 kwietnia 2013, trzy dni po swoich 97. urodzinach, w domu opieki Villa Messina w Rabacie. W momencie śmierci był najstarszym członkiem zakonu dominikanów na Malcie.

## Dorobek
Mikiel Fsadni był także historykiem i pisarzem, szczególnie zainteresowanym historią dominikanów na Malcie. Opublikował kilka monografii o dominikanach, pisał także o maltańskich wernakularnych chatach kamiennych, znanych jako giren. Interesował się także fotografią.
W 1966, prowadząc w Archiwum Notarialnym poszukiwania na temat braci dominikanów, on i Godfrey Wettinger (który badał dokumenty związane z niewolnictwem na Malcie) odkryli XV-wieczny wiersz znany jako Il-Kantilena, który okazał się najstarszym znanym zachowanym tekstem w języku maltańskim. Fsadni i Wettinger współpracowali następnie przy badaniu tekstu, jego autora Pietru Caxaro i kopisty Brandano Caxaro.
W 1975, za publikację Id-Dumnikani fir-Rabat u fil-Birgu sa l-1620 Fsadni otrzymał Nagrodę Literacką Rothmansa, a w 1990, za publikację na temat giren zdobył złoty medal rządowych nagród literackich. W 1988 był także zwycięzcą konkursu fotograficznego. 7 września 2000 został nagrodzony Ġieħ il-Birgu, a 13 grudnia 2008 został odznaczony Narodowym Orderem Zasługi klasy IV.